# Gail Ricketson
Gail Susan Ricketson (* 12. September 1953 in Plattsburgh, New York) ist eine ehemalige Ruderin aus den Vereinigten Staaten. Sie war 1976 Olympiadritte im Achter.
Die 1,73 m große Gail Ricketson hatte an der University of New Hampshire in Mikrobiologie graduiert und ruderte dann für den College Boat Club in Philadelphia. 1976 startete der US-Achter bei den Olympischen Spielen in Montreal in der Besetzung Jacqueline Zoch, Anita DeFrantz, Carie Graves, Marion Greig, Anne Warner, Margaret McCarthy, Carol Brown, Gail Ricketson und Lynn Silliman. Es siegte der Achter aus der DDR vor dem Boot aus der UdSSR. Dahinter erkämpfte der Achter aus den Vereinigten Staaten die Bronzemedaille knapp vor den Kanadierinnen. 1979 belegte Ricketson mit dem Doppelvierer den sechsten Platz bei den Weltmeisterschaften in Bled.
Ricketson arbeitete als Technikerin im Medizinlabor und trainierte Crews beim College Boat Club. 2016 wurden die Mitglieder des Achters von 1976 in die National Rowing Hall of Fame aufgenommen.